# Solanum crispum
El natre, natri o tomatillo (Solanum crispum) es un arbusto que pertenece al mismo género que la papa. Las flores son semejantes a la de la patata. Es natural de América del Sur,

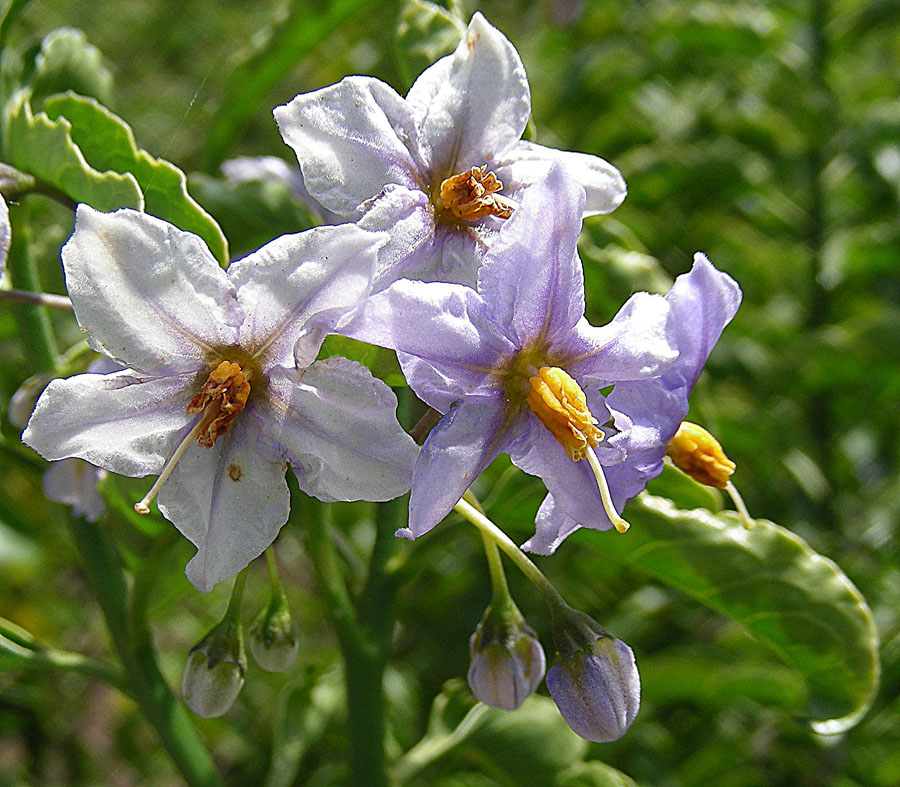
Flores

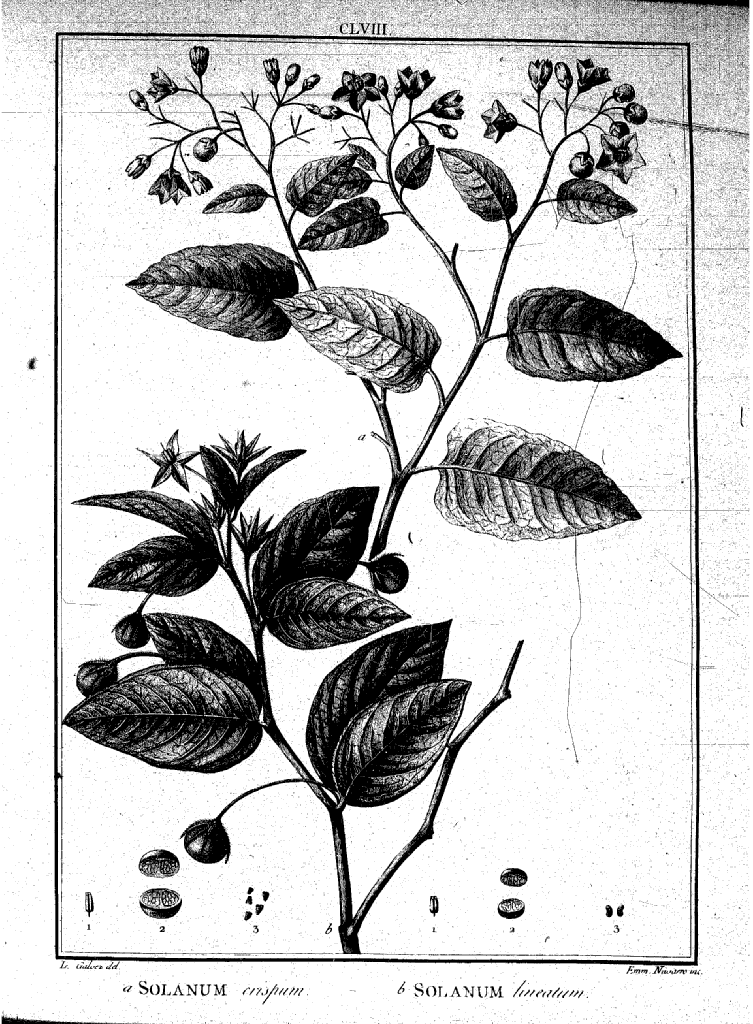
Ilustración

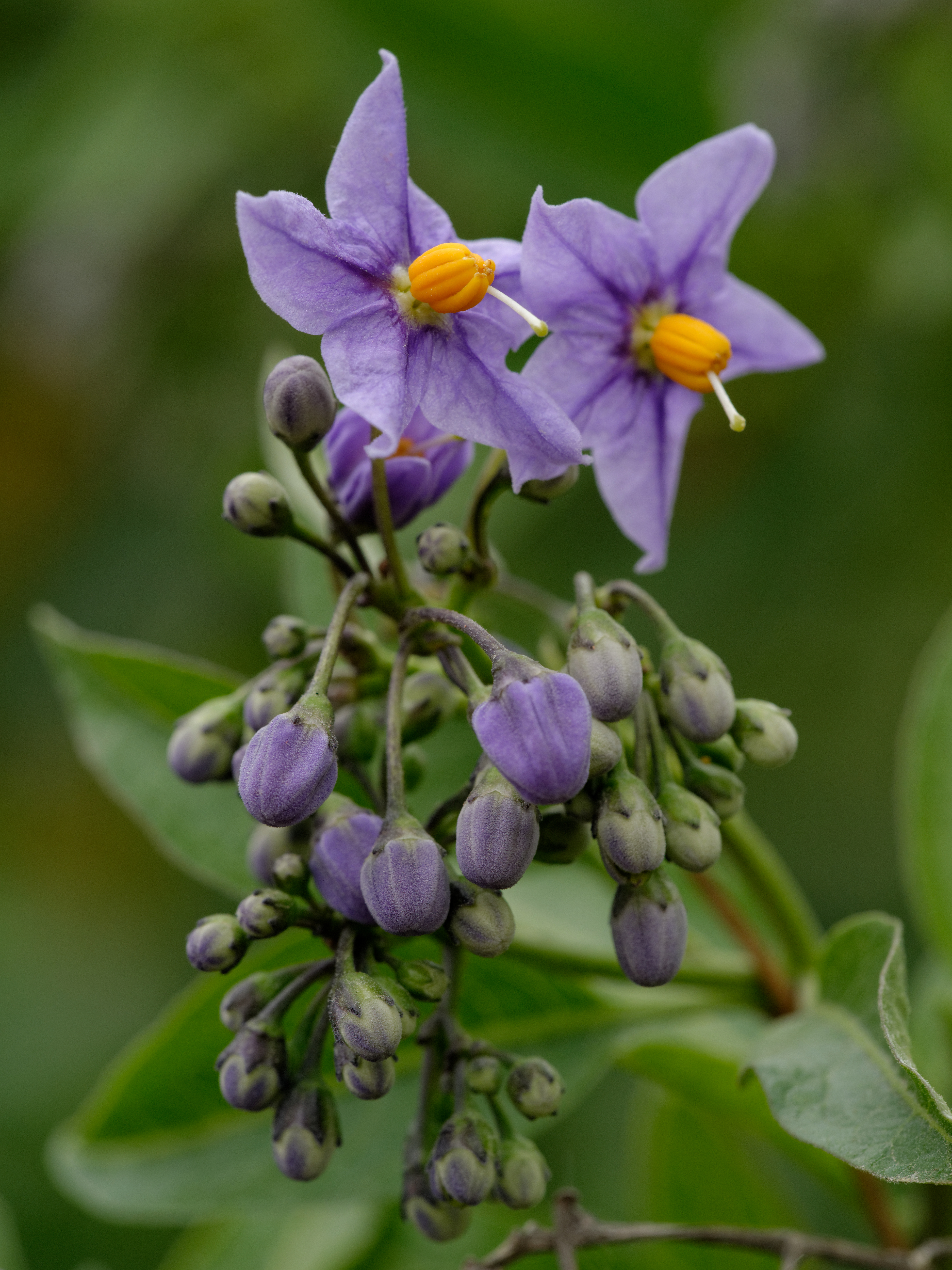
Flores

Es una planta perenne que tiene flores de color azul de 25 mm de diámetro con el centro amarillo. Su fruto es una baya púrpura venenosa muy pequeña. Las hojas son ovales y crece silvestre en Chile, Perú y Argentina.

## Distribución
En forma silvestre, es un arbusto común del matorral de Chile central entre Coquimbo y Colchagua y también crece en el sur de Argentina específicamente en Neuquén. En forma cultivada, la planta está extendida como planta de jardín, es de crecimiento rápido y florece durante un largo período, alcanza los 5-7 metros de altura y alcanza todo su potencial en espacios soleados.

## Descripción morfológica
Se trata de un arbusto semitrepador con tallos de hasta 8 m de largo, de hoja persistente en lugares de clima cálido o templado, pero que puede comportarse como caducifolio en zonas más frías. Hojas de ovadas a lanceoladas y 7-13 x 2-3 cm, agudas y mucronadas en el ápice, de anchamente cuneadas a redondeadas en la base y con el margen entero y minutamente ciliado; pecíolos de 1-1,5 cm de longitud. Flores fragantes, dispuestas en corimbos terminales o laterales, con los pedúnculos minutamente pelosos. Cáliz campanulado o infundibuliforme, de, con los lóbulos de ampliamente ovales a triangulares y aproximadamente 1,5 mm de longitud. Corola estrellada, de 1,5-3 cm de diámetro y color azul o violeta, con lóbulos triangulares, agudos en el ápice, finamente pubescentes en la parte externa y de márgenes ciliados. Estambres todos iguales, con las anteras amarillas, de 3-5 mm de longitud, sagitadas en la parte basal. Estilo algo peloso en la parte basal, el doble de largo que las anteras, con el estigma capitado. Bayas esféricas, de aproximadamente 1 cm de diámetro, de amarillento a rojo brillante cuando maduras. Florece a finales de verano o en otoño.

## Taxonomía
Solanum crispum fue descrita por Ruiz & Pav. y publicado en Flora Peruviana, et Chilensis 2: 31, pl. 158, f. a. 1799.
Etimología
Solanum: nombre genérico que deriva del vocablo Latíno equivalente al Griego στρνχνος (strychnos) para designar el Solanum nigrum (la "Hierba mora") —y probablemente otras especies del género, incluida la berenjena—, ya empleado por Plinio el Viejo en su Historia naturalis (21, 177 y 27, 132) y, antes, por Aulus Cornelius Celsus en De Re Medica (II, 33). Podría ser relacionado con el Latín sol. -is, "el sol", debido a que la planta sería propia de sitios algo soleados.
crispum: epíteto latino que significa "rizado".
Sinonimia
- Solanum berterianum Dunal
- Solanum concavum Lindl.
- Solanum congestiflorum Dunal
- Solanum congestiflorum var. longifolium Dunal
- Solanum landbeckii Phil.
- Solanum ligustrinum Loddigges
- Solanum pyrrhocarpum Phil.
- Solanum sadae Phil.
- Solanum subenervium Dunal
- Solanum syringaefolium Kunth & Bouché
- Solanum tomatillo (Remy) Philippi f.
- Witheringia berteroana Remy
- Witheringia crispa (Ruiz & Pav.) Remy
- Witheringia tomatillo Remy[6]

## Nombre común
El nombre común de esta planta, "natre", procede del mapudungun y también es usado en Chile para denominar a las especies Solanum gayanum y Solanum ligustrinum, cuyas características morfológicas y organolépticas son muy parecidas.